# Dolores Cortés Goterris
Dolores Cortés Goterris (Villarreal, Castellón, 24 de marzo de 1926-Villareal, 16 de febrero de 2025) fue una diseñadora y empresaria española. Fue una pionera y referente en la moda de baño en España.

## Biografía
Nació en una familia trabajadora con pocos recursos. A la muerte de su padre, cuando Dolores Cortés contaba con dieciséis años, comenzó a trabajar como costurera y poco después, en 1946, adquiere una tienda mercería. Gracias al ingenio y la destreza con los tejidos, Cortés idea un nuevo concepto de traje de baño femenino elástico que tiene mucho éxito e inicia su fabricación a pequeña escala hasta que en 1957 crea una empresa especializada, Confecciones de artesanía. La propia Cortés realizaba la distribución de los productos por las comarcas de Castellón de la Plana gracias a una motocicleta, por el que diseñó un regazo-pantalón que permitía conducir el vehículo con mayor comodidad.
El éxito de los productos surgidos del taller de Cortés Goterris no paraba de crecer y en 1975 funda la empresa Docor, SA con socios externos a su familia. Pero cinco años más tarde disuelve la empresa y regresa al ámbito familiar para abrir Dolores Font Cortés, SA en cuya dirección se situaría su hija, de la que tomó el nombre para identificar a la nueva empresa. La nueva firma sigue con la trayectoria iniciada especializándose en la ropa de baño femenina. Otra de las invenciones de Dolores Cortés es el bañador para mujeres con mastectomía.
Dolores Cortés falleció en la localidad que la vio nacer 98 años antes, el 16 de febrero de 2025. El Ayuntamieno de Villareal decretó tres días de luto.

## Premios y distinciones
Dolores Cortés Goterris recogió varios reconocimientos como:
- Medalla de Oro al Mérito del Trabajo de España (2002)
- Premio de la Mujer Trabajadora de las Cortes Valencianas (2003)
- Premio Nacional de la Pequeña y Mediana Empresa (2017).[8]
- Hija Predilecta de Villarreal (2017).